# Magnetoresistència d'efecte túnel

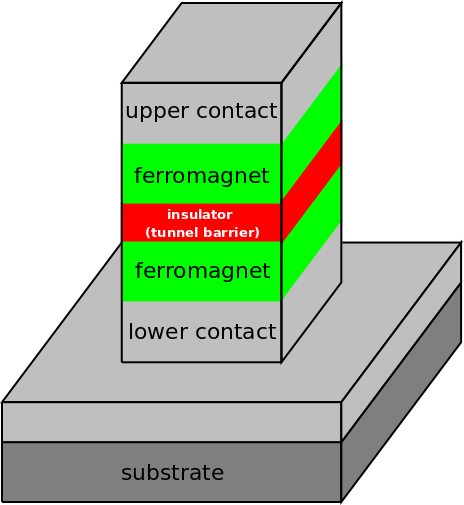
Unió túnel magnètic (esquemàtica).

La magnetoresistència d'efecte túnel (amb acrònim anglès TMR) és un efecte magnetoresistiu que es produeix en una unió de túnel magnètic (MTJ), que és un component format per dos ferroimants separats per un aïllant prim. Si la capa aïllant és prou prima (normalment uns pocs nanòmetres), els electrons poden túnel d'un ferroimant a l'altre. Com que aquest procés està prohibit a la física clàssica, la magnetoresistència del túnel és un fenomen estrictament mecànic quàntic.

Model de dos corrents per a l'alineació paral·lel i antiparal·lel de les magnetitzacions.

Les unions de túnel magnètics es fabriquen amb tecnologia de pel·lícula fina. A escala industrial, la deposició de la pel·lícula es fa mitjançant la deposició de magnetron sputter; a escala de laboratori, també s'utilitzen l'epitaxia de feix molecular, la deposició de làser polsat i la deposició física de vapor per feix d'electrons. Les unions es preparen per fotolitografia.
La direcció de les dues magnetitzacions de les pel·lícules ferromagnètiques es pot canviar individualment mitjançant un camp magnètic extern. Si les magnetitzacions estan en una orientació paral·lela, és més probable que els electrons passin a través de la pel·lícula aïllant que si es troben en l'orientació oposada (antiparal·lel). En conseqüència, aquesta unió es pot canviar entre dos estats de resistència elèctrica, un amb una resistència baixa i un altre amb una resistència molt alta.
Els capçals de lectura de les unitats de disc dur modernes funcionen sobre la base d'unions de túnel magnètics. TMR, o més concretament la unió del túnel magnètic, també és la base de MRAM, un nou tipus de memòria no volàtil. Les tecnologies de primera generació es basaven en la creació de camps magnètics de punt creuat a cada bit per escriure les dades sobre ell, tot i que aquest enfocament té un límit d'escala al voltant de 90-130 nm. Actualment s'estan desenvolupant dues tècniques de segona generació: Thermal Assisted Switching (TAS) i Spin-transfer torque.
Les unions de túnel magnètics també s'utilitzen per a aplicacions de detecció. Avui en dia s'utilitzen habitualment per a sensors de posició i sensors de corrent en diverses aplicacions d'automoció, industrials i de consum. Aquests sensors de major rendiment estan substituint els sensors Hall en moltes aplicacions a causa del seu rendiment millorat.

## Explicació física
El canvi de resistència relativa o l'amplitud de l'efecte es defineix com
{\displaystyle \mathrm {TMR} :={\frac {R_{\mathrm {ap} }-R_{\mathrm {p} }}{R_{\mathrm {p} }}}}
on {\displaystyle R_{\mathrm {ap} }} és la resistència elèctrica en estat antiparal·lel, mentre que {\displaystyle R_{\mathrm {p} }} és la resistència en estat paral·lel.
L'efecte TMR va ser explicat per Jullière amb les polaritzacions de spin dels elèctrodes ferromagnètics. La polarització d'espín P es calcula a partir de la densitat d'estats dependent de l'espín (DOS) {\displaystyle {\mathcal {D}}} a l'energia de Fermi:
{\displaystyle P={\frac {{\mathcal {D}}_{\uparrow }(E_{\mathrm {F} })-{\mathcal {D}}_{\downarrow }(E_{\mathrm {F} })}{{\mathcal {D}}_{\uparrow }(E_{\mathrm {F} })+{\mathcal {D}}_{\downarrow }(E_{\mathrm {F} })}}}
Els electrons spin-up són aquells amb orientació de spin paral·lel al camp magnètic extern, mentre que els electrons spin-down tenen una alineació antiparal·lel amb el camp extern. El canvi de resistència relativa ara ve donat per les polaritzacions de spin dels dos ferroimants, P 1 i P ₂ :
{\displaystyle \mathrm {TMR} ={\frac {2P_{1}P_{2}}{1-P_{1}P_{2}}}}
Si no s'aplica cap tensió a la unió, els electrons fan un túnel en ambdues direccions amb velocitats iguals. Amb una tensió de polarització U, els electrons fan un túnel preferent a l'elèctrode positiu. Suposant que l'espín es conserva durant el túnel, el corrent es pot descriure en un model de dos corrents. El corrent total es divideix en dos corrents parcials, un per als electrons spin-up i un altre per als electrons spin-down. Aquests varien en funció de l'estat magnètic de les unions.